# Friend-Ship Project
Friend-Ship Project（フレンドシッププロジェクト）は、テレビ東京が2007年から開始した、電通と共同でインフォマーシャルなどの映像作品を制作するプロジェクトである。正式名称は、「手をつなごう Friend-Ship Project」。

## 概要
- テレビ東京と電通が、複数・異業種の企業の協賛で、"絆"をテーマとした映像作品を制作する。当初は30秒 - 90秒のショートドラマを制作し、それをインフォマーシャルとして放送。中には特別バージョンとして300秒（5分）の映像も制作された作品もあったが、2010年以降はインフォマーシャルではなくミニ番組として放送するか、長編ドラマを制作し特番として放送するかのどちらかになっている。いずれもテレビ放送は関東地区のみだが、期間中にホームページを通して全国で見ることが出来る作品もあった。

## 内容

### 第1弾（2007年春）
- 名称 - 「60秒の友情物語『卒業旅行』篇」
- 期間 - 2007年3月3日 - 3月17日
- コンセプト - 友情
- 出演 - 平田薫、田野アサミ、上原香代子
- テーマ曲 - KIRA★KIRA★TRAIN（桜咲く街物語より・いきものがかり）
- 協賛社 - 富士急ハイランド、読売新聞、ロッテ

### 第2弾（2007年夏）
- 名称 - 「90秒の家族物語『夏休み』篇」
- 期間 - 2007年7月30日 - 8月12日
- コンセプト - 家族
- 出演 - 池田鉄洋、奥貫薫、一ノ瀬聖崇
- 監督 - 澤本嘉光（電通）
- テーマ曲 - やさしさに包まれたなら（荒井由実）
- 協賛社 - ツインリンクもてぎ、20世紀フォックスホームエンターテイメントジャパン、読売新聞

### 第3弾（2008年春）
- 名称 - 「90秒の夫婦の絆『定年の日の妻』篇」
- 期間 - 2008年3月21日 - 3月30日
- コンセプト - 夫婦
- キャッチコピー - 「恋とか、愛とかのすこし先。」
- 出演 - 大和田伸也、黒田福美
- 監督 - 中島信也（東北新社）、澤本嘉光（電通）
- テーマ曲 - 青春の影（TULIP）
- 協賛社 - 全日空、プラチナ・ギルド・インターナショナル、読売新聞
- 公式ページ - Friend-Ship Project 第3弾

### 第4弾（2008年夏）
- 名称 - 「90秒の家族の絆『ゆうなの夏休み』篇」
- 期間 - 2008年7月12日 - 7月31日
- コンセプト - 家族
- キャッチフレーズ - 「ひとりでは、叶わないはずの 夢でした。」
- 出演 - 大森南朋、桜井幸子、田中明
- 脚色 - 中島信也（東北新社）
- 監督 - 塚越規（東北新社）
- テーマ曲 - 君住む街へ（小田和正）
- 協賛社 - ツインリンクもてぎ、20世紀FOX映画、読売新聞
- 公式ページ - Friend-Ship Project 第4弾

### 第5弾（2009年春）
- 名称 - 「90秒の夫婦の絆『方向音痴』篇」
- 期間 - 2009年3月18日 - 3月31日
- コンセプト - 夫婦の絆
- 出演 - 岸本加世子、平泉成、山中崇、森口彩乃
- テーマ曲 - あの素晴しい愛をもう一度（加藤和彦と北山修）
- 協賛社 - ナビタイムジャパン、プラチナ・ギルド・インターナショナル、読売新聞
- 公式ページ - Friend-Ship Project 第5弾

### 第6弾（2009年冬）
- 名称 - 「30秒の家族の絆『東京タワー』篇・『かっぱ』篇・『かたづけて』篇・『ずっとケロッグ』篇」
- 期間 - 2009年11月28日 - 12月18日
- コンセプト - 家族の絆
- 出演 - 津田寛治、坂井真紀、湯山敦紀、君野蘭華
- テーマ曲 - やさしさで溢れるように（JUJU）
- 協賛社 - カッパ・クリエイト、ナビタイムジャパン、日本ケロッグ、レゴジャパン
- 備考 - 今回は第5弾までと異なり、それぞれの協賛社に対して1本（30秒）のCMが制作された。4本のCMの登場人物や設定・テーマなどが共通することで、本プロジェクトの効果を出す。また、今回は読売新聞は協賛社ではないが、紙面上に本プロジェクトの広告が掲載される。
- 公式ページ - Friend-Ship Project 第6弾

### 第7弾（2010年春）
- 名称 - 「Friend-Ship Project 〜キミを助手席に乗せて〜」
- 期間 - 2010年3月18日 - 3月31日
- コンセプト - 夫婦の絆
- 出演 - 石田えり、塩見三省
- テーマ曲 - おかえりなさい（ファンキーモンキーベイビーズ）
- 協賛社 - ナビタイムジャパン、プラチナ・ギルド・インターナショナル、読売新聞
- 備考 - ミニ番組として特別編が期間中2回放送された。
- 公式ページ - Friend-Ship Project 第7弾

### 第8弾（2011年春）
- 名称 - 「Friend-Ship Project 〜君が教えてくれた夢〜」
- 期間 - 2011年3月12日 - 4月1日
- コンセプト - 街の絆
- 出演 - 新井浩文、池脇千鶴、大地康雄 ほか
- テーマ曲 - 絆（エレファントカシマシ）
- 協賛社 - オムロン ヘルスケア、セブン-イレブン・ジャパン、ナビタイムジャパン
- 備考 - 本作は180秒×3話。インフォマーシャルではなくミニ番組として放送。
- 公式ページ - Friend-Ship Project 第8弾

### 第9弾（2012年春）
- 名称 - 「Friend-Ship Project 〜タクのタクシー〜」
- 期日 - 2012年3月31日 12:30 - 14:23
- コンセプト - 出会いと絆
- 出演 - 駿河太郎（田中タク）、中村ゆり（田中桜子）、斉木しげる（杉江隆）、眞島秀和（山中）、片岡礼子（溝口三千代）、三浦誠己（清水実）、きたろう（古澤茂）、前野朋哉（学生）、鉉律（呉さん、所属中藝）、目黒真希、比佐廉、渡辺隼斗、小山颯、古舘寛治、枝元萌、有沢康博、田中要次、山中崇、阿部亮平、河井青葉ほか
- 企画・原案 - 澤本嘉光、岡野草平
- 脚本・監督 - 川西純
- 協賛社 - セブン-イレブン・ジャパン、LIXIL、ロッテ
- 備考 - インフォマーシャルではなく、約2時間のドラマ特番として放送。
- 参考 - テレビ東京のプレスリリース

### 第10弾（2013年春）
- 名称 - 「Friend-Ship Project 〜30年目の結婚式〜」
- 期間 - 2013年2月1日 - 2月15日
- コンセプト - 家族の絆
- 出演 - 柄本佑（新郎）、黒川芽以（新婦）、佐々木和徳（新郎の弟）、北見敏之（新郎の父）、松原智恵子（新郎の母）
- 協賛社 - 第一三共ヘルスケア、ほけんの窓口、プラチナ・ギルド・インターナショナル
- 公式ページ - Friend-Ship Project 第10弾

### 第11弾（2014年春）
- 名称 - 「Friend-Ship Project 〜15年目の同窓会〜」
- 期間 - 2014年2月3日 - 2月19日
- コンセプト - 若者の絆
- 出演 - 山中崇、関めぐみ、星野真里、前野朋哉、阿部力、中村ゆり ほか
- 協賛社 - 日本航空、みつばち保険グループ、龍角散
- 備考 - 全3話を期間中に2回ずつ放送。ドラマ仕立ての本編（120秒）にインフォマーシャル（30秒）をカップリングして放送。
- 公式ページ - Friend-Ship Project 第11弾

### 第12弾（2015年春）
- 名称 - 「北陸新幹線/Friend-Ship Project 〜親子のバトン〜」
- 期間 - 2015年2月12日 - 2月27日
- コンセプト - 家族の絆
- 出演 - 古畑新之 / 澤田陸、岩松了、宮田早苗、中村映里子、斎藤來奏、斎藤龍音
- 挿入歌 - 3月9日（レミオロメン）
- 協賛社 - セイコーウオッチ、日本マイクロソフト、バンダイ
- 備考 - 全3話を期間中に2回ずつ放送。ドラマ仕立ての本編（90秒）にコマーシャル（30秒）をカップリングして放送。また同年3月の北陸新幹線開業も絡めたストーリーとなっており、地元富山県、石川県の民放テレビ局（北日本放送・チューリップテレビ・富山テレビ放送・テレビ金沢・北陸朝日放送・北陸放送・石川テレビ放送）が製作に協力、作品の放送もテレビ東京での放送終了後に行った。
- 公式ページ - Friend-Ship Project 第12弾

### 第13弾（2016年春）
- 名称 - 「Friend-Ship Project 初恋▽トライアングル〜あのコは何でニッポンに?〜」
- 期間 - 2016年2月11日 9:11 - 10:05
- 出演 - 木南晴夏、三浦貴大、テイラー、若月佑美、入江雅人 ほか
- 協賛社 - ジョンソン、トワイニング・ジャパン、みずほ証券
- 備考 - 約1時間のドラマ特番として放送。同局のバラエティ番組『YOUは何しに日本へ?』を彷彿とさせるストーリー。
- 公式ページ - Friend-Ship Project 第13弾

### 第14弾（2017年春）
- 名称 - 「Friend-Ship Project 〜こんにちは、女優の相楽樹です。〜」
- 期間 - 2017年3月6日 - 3月20日 1:00 - 1:30
- 出演 - 相楽樹、塚本高史、浜野謙太、名取裕子 ほか
- 協賛社 - オリンパス、セゾン自動車火災保険、LINE
- 監修 - 澤本嘉光
- 演出・プロデュース - 太田勇
- 脚本 - 根本宗子
- 脚本協力 - 伊藤正宏
- 備考 - 1話30分、全3話のコメディドラマを放送。
- 公式ページ - Friend-Ship Project 第14弾

### 第15弾（2018年春）
- 名称 - 「Friend-Ship Project 〜短期集中講座〜「嫌いな人を好きになる方法」」
- 期間 - 2018年2月28日 - 3月21日 1:30 - 1:35
- 出演 - 劇団ひとり ほか
- 協賛社 - デル、Indeed、Eight
- 備考 - 『家、ついて行ってイイですか?』のスタッフが手がけた全13話のミニドラマ形式で、基本は5分間（本編2分半）のミニ番組。最終話のみ30分間（9:11 - 9:41）の放送。
- 公式ページ - Friend-Ship Project 第15弾

### 第16弾（2019年新春）
- 名称 - 「Friend-Ship Project 祝！春日、結婚します！〜おまえ！オードリー解散って本気で言ってんのか？〜」
- 期間 - 2019年1月14日 - 2月2日 1:30 - 1:35
- 出演 - 春日俊彰、秋山ゆずき（マネージャー・カナ役）、若林正恭、大場美奈（春日の妻役） ほか
- 協賛社 - 飯田グループホールディングス、シャークニンジャ、スクウェア・エニックス
- 備考 - 秋山以外は本人役。『どうぶつピース』のスタッフを中心に編成。演出は松本花奈。1話5分×13話構成。2月2日の最終回のみ夕方16:55から17:15までの30分番組として放送[1]。